# Johny Ruiz
Johny Ruiz Sierra (Bogota, 11 juni 1971) is een Colombiaans voormalig wielrenner. In 1998 werd hij Colombiaans kampioen op de weg

## Belangrijkste overwinningen
1998
- Colombiaans kampioen op de weg, Elite